# ケヴィン・ダンソ
ケヴィン・ダンソ（Kevin Danso, 1998年9月19日 - ）は、オーストリア・フォイツブルク出身のプロサッカー選手。オーストリア代表。トッテナム・ホットスパーFC所属。ポジションはディフェンダー（センターバック）。

## 経歴

### クラブ
ガーナ出身の両親のもとオーストリアで生まれる。6歳の時に家族でイギリスのミルトン・キーンズに移住。レディングの下部組織でサッカーを始め、後にミルトン・キーンズ・ドンズへと移った。2014年にドイツに渡り、アウクスブルクの下部組織に入団。2017年3月3日、ライプツィヒ戦でブンデスリーガ初出場。18歳165日での出場は、アウクスブルクのクラブ史上最年少記録であった。
2018-19シーズン、センターバックに負傷者が相次いだことで、多くの出場機会を手にした。
2019年8月9日、イングランドのサウサンプトンに1シーズンのローン移籍。契約には買い取りオプションが設定されている。しかしプレミアリーグに馴染めず、リーグ戦6試合の出場で終了。
2020年8月18日、フォルトゥナ・デュッセルドルフにローン移籍。
2021年8月6日、フランスのRCランスに5年契約で完全移籍。アウクスブルクの要求額（1,200万ユーロ）とRCランスの提示額（500万ユーロ）には大きな隔たりがあったが、最終的に500万ユーロで合意した。
2022-23シーズン、前節にレッドカードを受け出場停止となった第36節のロリアン戦を除く37試合に先発出場し、シーズンを2位で終え、20年ぶりのUEFAチャンピオンズリーグ出場権獲得に大きく貢献し、リーグ・アンのシーズンベストイレヴンに選出された。
2025年2月2日、トッテナム・ホットスパーに買い取り義務付きのシーズン終了までのローン移籍で加入。買い取り金額は2,100万ポンドと報じられた。5月21日、UEFAヨーロッパリーグ決勝のメンバーに名を連ねると、途中出場で勝利に貢献し、タイトルを手にした。

### 代表
2013年からオーストリアの世代別代表に選出され、2015年のUEFA U-17欧州選手権ではグループステージの全3試合に出場。
UEFA U-19欧州選手権予選などに出場した後、2017年にはFIFAワールドカップ予選に臨むA代表に召集され、9月2日のウェールズ戦で初出場。
2024年、UEFA EUROのメンバーに選出され、3試合に出場した。

## 個人成績

### クラブ
| 国内大会個人成績 | 国内大会個人成績 | 国内大会個人成績 | 国内大会個人成績 | 国内大会個人成績 | 国内大会個人成績 | 国内大会個人成績 | 国内大会個人成績 | 国内大会個人成績 | 国内大会個人成績 | 国内大会個人成績 | 国内大会個人成績 |
| 年度             | クラブ           | 背番号           | リーグ           | リーグ戦         | リーグ戦         | リーグ杯         | リーグ杯         | オープン杯       | オープン杯       | 期間通算         | 期間通算         |
| 年度             | クラブ           | 背番号           | リーグ           | 出場             | 得点             | 出場             | 得点             | 出場             | 得点             | 出場             | 得点             |
| ドイツ           | ドイツ           | ドイツ           | ドイツ           | リーグ戦         | リーグ戦         | リーグ杯         | リーグ杯         | DFBポカール      | DFBポカール      | 期間通算         | 期間通算         |
| ---------------- | ---------------- | ---------------- | ---------------- | ---------------- | ---------------- | ---------------- | ---------------- | ---------------- | ---------------- | ---------------- | ---------------- |
| 2016-17          | アウクスブルク   | 38               | ブンデスリーガ   | 7                | 0                | -                | -                | 0                | 0                | 7                | 0                |
| 2017-18          | アウクスブルク   | 38               | ブンデスリーガ   | 16               | 2                | -                | -                | 0                | 0                | 16               | 2                |
| 2018-19          | アウクスブルク   | 38               | ブンデスリーガ   | 18               | 1                | -                | -                | 3                | 0                | 21               | 1                |
| イングランド     | イングランド     | イングランド     | イングランド     | リーグ戦         | リーグ戦         | FLカップ         | FLカップ         | FAカップ         | FAカップ         | 期間通算         | 期間通算         |
| 2019-20          | サウサンプトン   | 38               | プレミアリーグ   | 6                | 0                | 2                | 0                | 2                | 0                | 10               | 0                |
| ドイツ           | ドイツ           | ドイツ           | ドイツ           | リーグ戦         | リーグ戦         | リーグ杯         | リーグ杯         | DFBポカール      | DFBポカール      | 期間通算         | 期間通算         |
| 2020-21          | デュッセルドルフ | 4                | 2.ブンデス       | 32               | 2                | -                | -                | 1                | 0                | 33               | 2                |
| フランス         | フランス         | フランス         | フランス         | リーグ戦         | リーグ戦         | F・リーグ杯      | F・リーグ杯      | フランス杯       | フランス杯       | 期間通算         | 期間通算         |
| 2021-22          | RCランス         | 4                | リーグ・アン     | 33               | 2                | -                | -                | 3                | 0                | 36               | 2                |
| 2022-23          | RCランス         | 4                | リーグ・アン     | 37               | 1                | -                | -                | 3                | 0                | 40               | 1                |
| 2023-24          | RCランス         | 4                | リーグ・アン     | 30               | 1                | -                | -                | 1                | 0                | 31               | 1                |
| 2024-25          | RCランス         | 4                | リーグ・アン     | 12               | 0                | -                | -                | 1                | 0                | 13               | 0                |
| イングランド     | イングランド     | イングランド     | イングランド     | リーグ戦         | リーグ戦         | FLカップ         | FLカップ         | FAカップ         | FAカップ         | 期間通算         | 期間通算         |
| 2024-25          | トッテナム       | 4                | プレミアリーグ   | 10               | 0                | 1                | 0                | 1                | 0                | 12               | 0                |
| 通算             | ドイツ           | ドイツ           | ブンデスリーガ   | 41               | 3                | -                | -                | 3                | 0                | 44               | 3                |
| 通算             | ドイツ           | ドイツ           | 2.ブンデス       | 32               | 2                | -                | -                | 1                | 0                | 33               | 2                |
| 通算             | フランス         | フランス         | リーグ・アン     | 112              | 4                | -                | -                | 8                | 0                | 120              | 4                |
| 通算             | イングランド     | イングランド     | プレミアリーグ   | 10               | 0                | 1                | 0                | 1                | 0                | 12               | 0                |
| 総通算           | 総通算           | 総通算           | 総通算           | 195              | 9                | 1                | 0                | 13               | 0                | 209              | 9                |

### 代表
| オーストリア代表 | 国際Aマッチ | 国際Aマッチ |
| 年               | 出場        | 得点        |
| ---------------- | ----------- | ----------- |
| 2017             | 5           | 0           |
| 2018             | 1           | 0           |
| 2019             | 0           | 0           |
| 2020             | 0           | 0           |
| 2021             | 0           | 0           |
| 2022             | 5           | 0           |
| 2023             | 5           | 0           |
| 2024             | 8           | 0           |
| 2025             | 1           | 0           |
| 通算             | 25          | 0           |

## タイトル

### クラブ
トッテナム・ホットスパー
- UEFAヨーロッパリーグ（2024-25）[12]

### 個人
- リーグ・アン シーズンベストイレヴン（2022-23）[9]